# Музика Канади
Музика в Канаді відображає різноманітні впливи, які сформувалися в країні. Аборигени, британці, французи зробили унікальний внесок до музичної спадщини у Канаді. Музика згодом була під сильним впливом американської культури через її близькість і міграції між двома країнами. Оскільки французький дослідник Самюель де Шамплен прибув у 1605 році і заснував перше постійне канадське поселення в Порт-Роялі та Квебек-Сіті у 1608 році, країна представила своїх композиторів, музикантів та музичні колективи.
Музична індустрія Канади представила всесвітньо відомих канадських артистів. Канада розробила музичну інфраструктуру, яка включає в себе церковні зали, камерні зали, консерваторії, академії, центр виконавських мистецтв, компанії звукозапису, радіостанції, телевізійні музичні канали. Музичне мовлення Канади регулюється канадським радіо і телебаченням та телекомунікаційною Комісією. Канадські академії запису мистецтв і наук призначають музичній індустрії нагороди, премії Джуно з 1970 року.
На початку 19-го століття канадські музичні колективи формувалися у великих кількостях, створювалися вальси, кадрилі, польки і галоп. Народна музика як і раніше процвітала, як говориться у вірші під назвою «A Canadian Boat Song». Вірш написав ірландський поет Томас Мур (1779—1852) під час свого візиту до Канади в 1804 році. «A Canadian Boat Song» була настільки популярна, що була опублікована кілька разів протягом наступних сорока років в Бостоні, Нью-Йорку та Філадельфії. Танці також були надзвичайно популярною формою розваг, як зазначив у 1807 шотландський мандрівник та артист Джордж Херіот (1759—1839).
Серед перших музичних товариств були Геліфакс «Нове об'єднання товариства по співу» 1809 року і Квебека «Мелодійне товариство» 1820 року. Одним з перших зареєстрованих все-цивільних музичних ансамблів була релігійна секта, організована у Верхній Канаді в 1820 році, яка має назву Діти Миру. В 1833 році, був організований студентський оркестр в Квебекській семінарії Société Ste-Cecile, як було відомо, є одним з найбільш ранніх ансамблів у своєму роді, в Нижній Канаді. Перша поява музичного твору в газеті чи журналі була на сторінках двотижневої газети Монреаль, Ла Мінерв, 19 вересня 1831 року. Багато іммігрантів в цей час жили у відносній ізоляції і музика іноді розповсюджувалась через передплати на газети та журнали, надаючи розваги та життя для цивілізації.